# غاري بينيت (لاعب كرة قاعدة)
غاري بينيت (بالإنجليزية: Gary Bennett)‏ هو لاعب كرة قاعدة أمريكي، ولد في 17 أبريل 1972 في وكغن في الولايات المتحدة.

## وصلات خارجية
- غاري بينيت على موقع دوري كرة القاعدة الرئيسي (الإنجليزية)
- غاري بينيت على موقعبيزبول رفرنس.كوم (الدوري الرئيسي) (الإنجليزية)
- غاري بينيت على موقعبيزبول رفرنس.كوم (الدوري الثانوي) (الإنجليزية)
- غاري بينيت على موقع إي إس بي إن.كوم (أم.أل.بي) (الإنجليزية)
- غاري بينيت على موقع مشجعي الرسوم البيانية (الإنجليزية)